# 克利斯朵夫·霍格伍德
克利斯朵夫·賈維斯·海利·霍格伍德，CBE（1941年9月10日—2014年9月24日），英国指挥家，羽管键琴演奏家，作家和音乐学家。亦是古樂領域的權威，古樂復興運動的代表人物之一。

## 生平

### 早年
霍格伍德出生於诺丁汉，早年在剑桥彭布洛克学院学习音乐和古典文學。他是雷帕德、達爾特、普亚那和莱昂哈特的学生。获得了英國文化協會的奖学金後，霍格伍德在布拉格跟隨蘇珊娜·盧西齊柯娃学习一年。

### 職業生涯
1967年，霍格伍德與大衛·孟羅共同創建了伦敦早期音乐合奏团，並擔任羽管键琴演奏者。1973年，古乐学院乐团在霍格伍德的主導下成立，这是一个使用「本真乐器」（authentic instruments）演奏的音乐团体，專注於巴洛克時期（及更早期）的作品演繹。八〇年代起，霍格伍德開始在美國活動，他是波士頓「韓德爾與海頓協會」的藝術總監（1986–2001年），以及聖保羅室內樂團的音樂總監（1988–92年）。1992年，他成为伦敦皇家音乐学院古乐教授。1994年，霍格伍德率韓德爾與海頓協會重現了1808年12月22日貝多芬作品音樂會的復刻版本，演奏貝多芬的第5號、第6號交響曲。值得一提的是，在致力於古樂演奏、推廣等活動之餘，霍格伍德亦從事樂器蒐羅，他的私人收藏中便有一系列的古老鍵盤樂器。
2006年9月1日起，霍格伍德自古樂學院樂團卸任，總監一職則由大鍵琴演奏家理查·埃加繼承。2010年7月，倫敦格雷舍姆學院邀請他擔任教職，霍格伍德在該校舉行了數次長期課程，包括題為〈本真性的各種面向〉（Aspects of Authenticity，2010–11年）、〈傑作的形成〉（The Making of a Masterpiece，2011–12年）、〈歐洲音樂首都〉（European Capitals of Music，2012–13年）以及〈合理的音樂〉（Music in Context，2013–14年）的各式討論、學術演講等。2011年，他於威斯菲爾德國際古鋼琴比賽（Westfield International Fortepiano Competition）擔任評審團成員。2012年，康奈尔大学邀請霍格伍德擔任「懷特講座教授」（Andrew D. White Professor-at-Large）的名譽職。

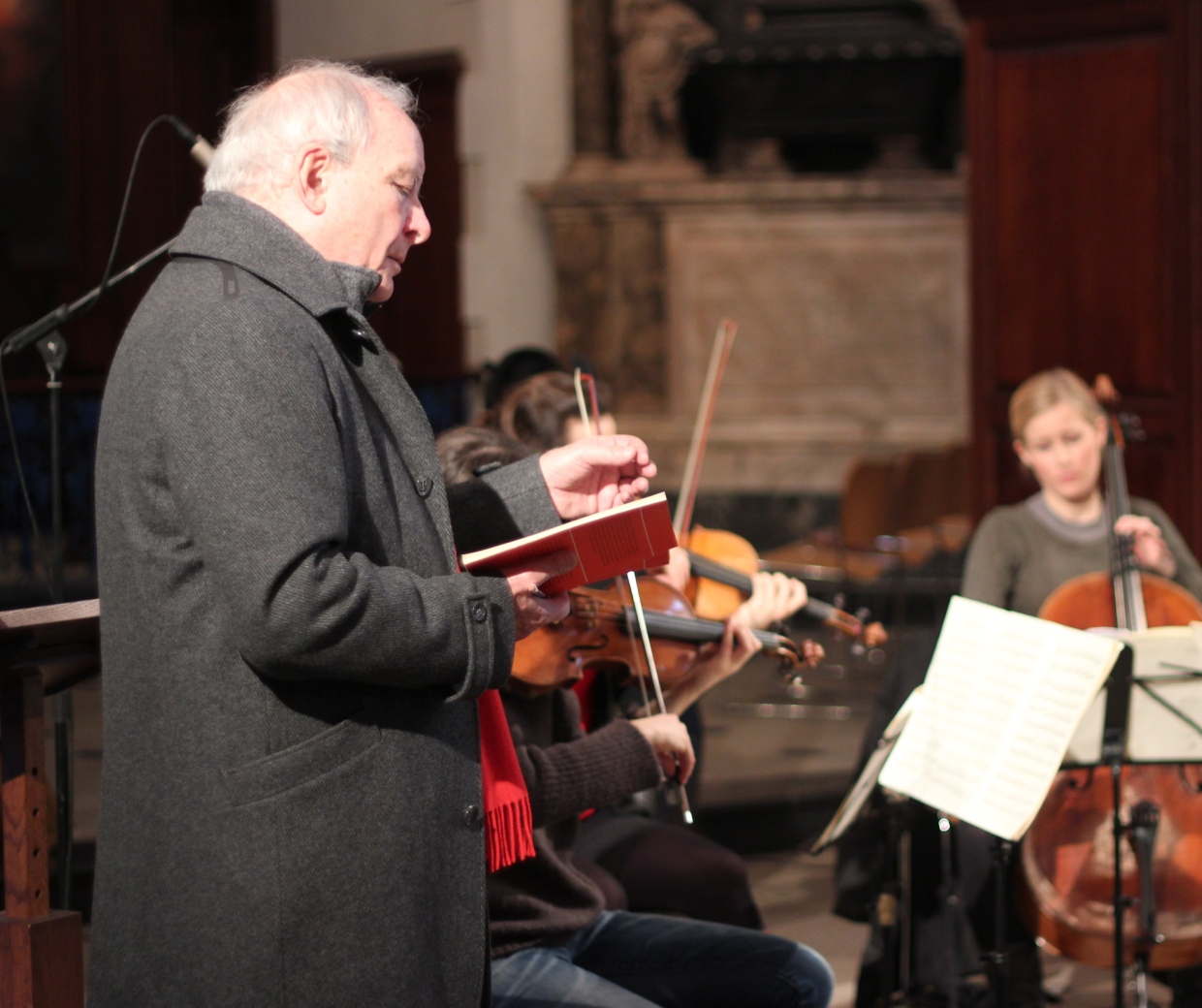
講學中的霍格伍德，2013年於格雷舍姆學院

除了早期作品之外，霍格伍德亦接觸當代音樂，2009年他在馬德里皇家劇院指揮斯特拉文斯基《浪子的進程》，受到好評。此外，他亦演出馬爾蒂努、欣德米特等人的作品。
霍格伍德的劇院活動頻繁，1983年是他的歌劇指揮初登場，在聖路易演出《唐·喬望尼》。此後，他與柏林國立歌劇院、米蘭斯卡拉大劇院、斯德哥爾摩瑞典皇家歌剧院、倫敦皇家歌劇院、休士頓大歌劇院等主要劇院皆有合作。

### 研究工作
做為音樂學學者，霍格伍德的研究與編輯工作亦相當可觀，其參與的工程包括道兰德與门德尔松風格異同的討論，帕维尔·弗拉尼茨基作品研究，以及C·P·E·巴赫作品全集的出版等。生前仍進行中的的工作則是列奥波德·科策卢鋼琴奏鳴曲的全新校訂版本。
2012年，霍格伍德宣稱發掘了「此前未見的」勃拉姆斯鋼琴作品，此一活動受到BBC、《衛報》等媒體的大篇幅關注。縱使此一「發現」與主張造成了一些爭議，霍格伍德對此一作品的編輯版本仍由德國貝倫賴特出版社所出版（2012年2月）。

### 晚年
霍格伍德在晚年與導演安東尼·法比安同居。2014年9月24日，霍格伍德在劍橋逝世，享年73歲。

## 作品

### 商業錄音
霍格伍德以大鍵琴家的身分錄製了許多罕見作品，例如路易·庫普蘭、托馬斯·阿恩、威廉·伯德等人的創作。
- 海頓交響曲，L'Oiseau-Lyre及Decca聯合發行（編號480 6900），2012年
- 莫扎特薩爾斯堡交響曲，Decca發行，1979年
- 貝多芬交響曲，L'Oiseau-Lyre發行（編號452 551-2），1997年

### 著作
- Hogwood, Christopher. . Cambridge University Press. 2005. ISBN 978-0-521-54486-3.
- Hogwood, Christopher. . Thames & Hudson Ltd. 1988. ISBN 978-0-500-27498-9.
- Hogwood, Christopher. . BBC Books. 1979. ISBN 978-0-563-17095-2.
- Hogwood, Christopher. . Gollancz. 1980. ISBN 978-0-575-02877-7.

## 獲獎與榮譽
- 大英帝國勳章，1989年
- 韓德爾獎，2008年
- 留聲機唱片獎（早期音樂類），1979年：莫扎特薩爾斯堡交響曲（1772年–1773年），Decca發行

霍格伍德是劍橋大學、皇家音樂學院、國王學院，以及瑞士苏黎世大学等多所學術機構的榮譽教授。

## 外部連結
- 官方网站（於網際網路檔案館有存檔）
- 克利斯朵夫·霍格伍德的Discogs页面（英文）
- 克利斯朵夫·霍格伍德在互联网电影资料库（IMDb）上的資料（英文）

| 文化職務           | 文化職務                                | 文化職務             |
| ------------------ | --------------------------------------- | -------------------- |
| 前任： （無）      | 古乐学院乐团 音樂總監 1973年–2006年     | 繼任： 理查·埃加     |
| 前任： 托馬斯·鄧恩 | 韓德爾與海頓協會 藝術總監 1986年–2001年 | 繼任： 格兰特·卢埃林 |